# Кино Нова
„Кино Нова“ (изписвано официално KINO NOVA от юни 2016 г.), е български филмов телевизионен канал, собственост на „Юнайтед Груп“.
Излъчва предимно филмова и развлекателна програма.

## История
Създаден е като втори канал на „Диема Вижън“ („Диема 2“) през 2003 г.
Отначало излъчва и спортни събития, които по-късно са прехвърлени в спортния канал „Нова Спорт“. През 2009 г. е закупен от „Нова Броудкастинг Груп“, собственик на „Нова телевизия“.
На 12 септември 2011 г. е ребрандиран като изцяло филмов канал под името „Кино Нова“.

## Кампании
През 2013 г. стартира интерактивната кампания „Великият понеделник“, с която зрителите избират кой филм да гледат в понеделник вечер по KINO NOVA. През 2014 г. първият сезон на кампанията е отличен с бронзова награда „Effie“ в категорията „Медийна реклама“.
От 2010 г. KINO NOVA излъчва тематичен месец „Треска за Оскари“, който събира селекция от филмови заглавия, свързани с наградите „Оскар“.